# Namalycastis macroplatis
Namalycastis macroplatis är en ringmaskart som beskrevs av Glasby 1999. Namalycastis macroplatis ingår i släktet Namalycastis och familjen Nereididae. Inga underarter finns listade i Catalogue of Life.